# Palais Kaunitz

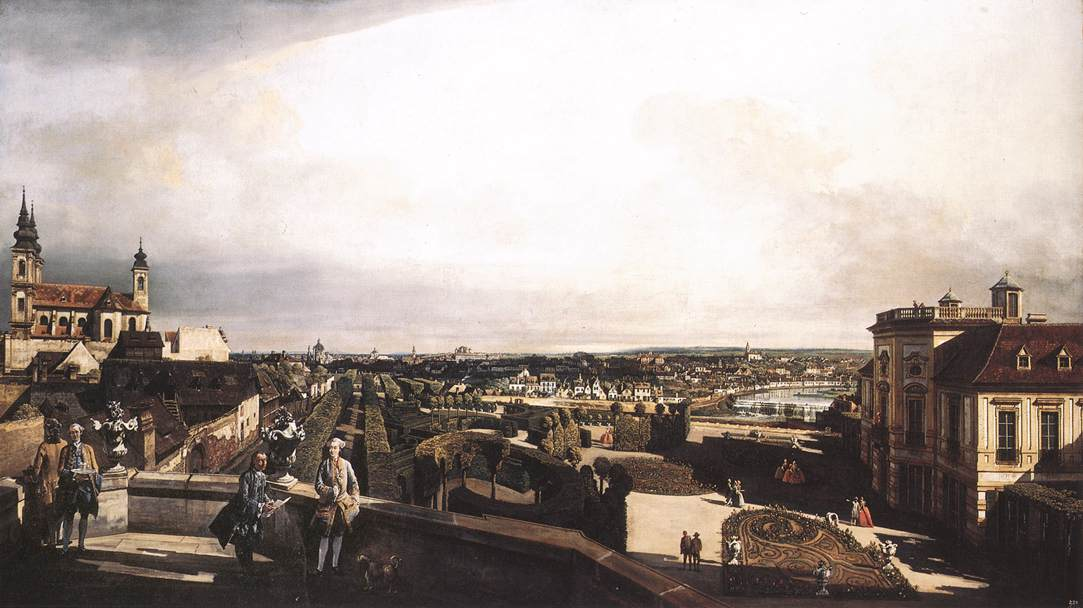
Panorama mit Palais Kaunitz (Ostfassade) und Mariahilfer Kirche (links). Im Vordergrund Graf Wenzel Kaunitz auf der Terrasse eines Nebengebäudes. Bernardo Bellotto genannt Canaletto, 1758–1760, Szépművészeti Múzeum Budapest

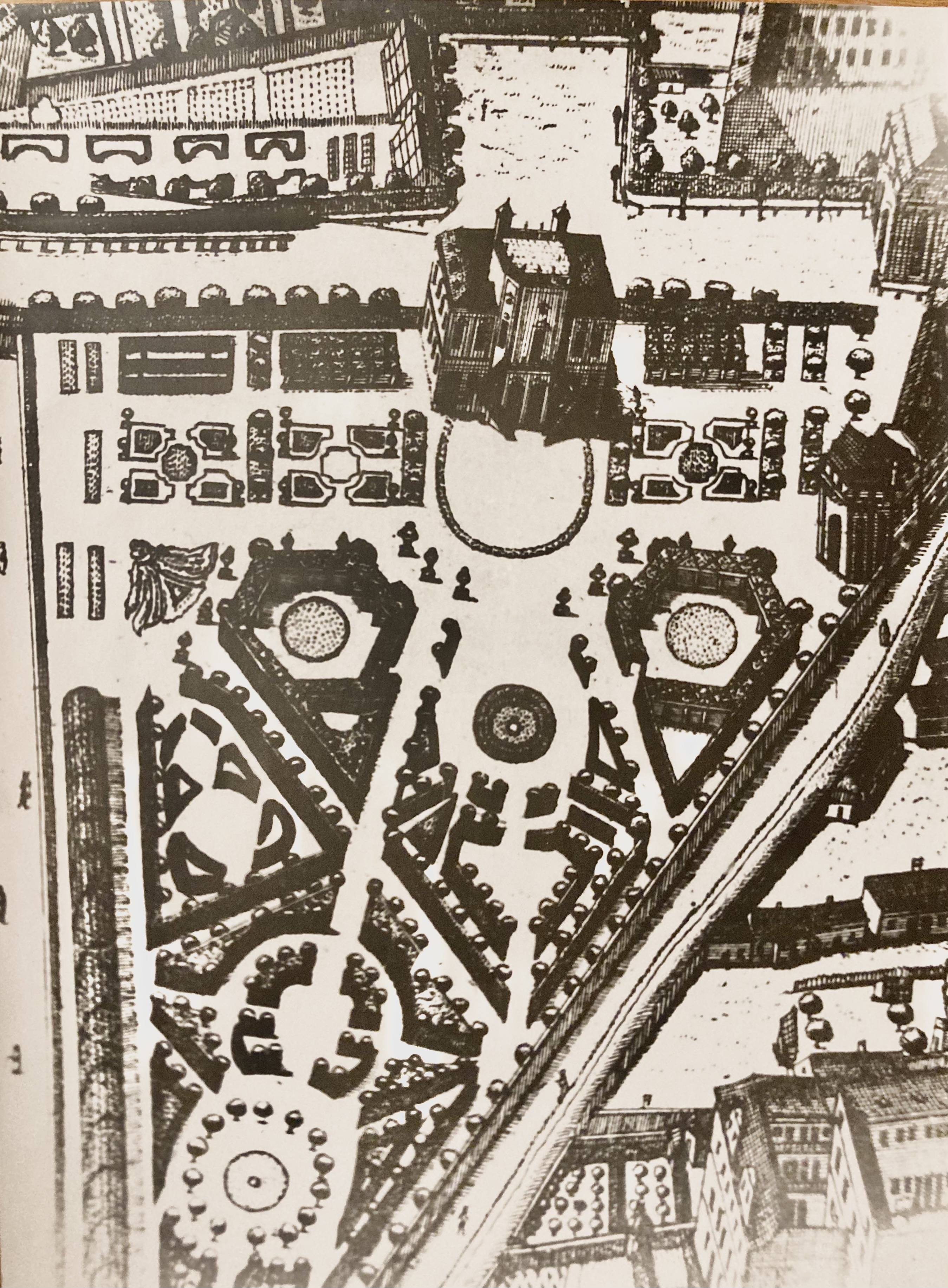
Palais Kaunitz mit Garten, Vogelschauplan Joseph Daniel Huber, Detail, 1778

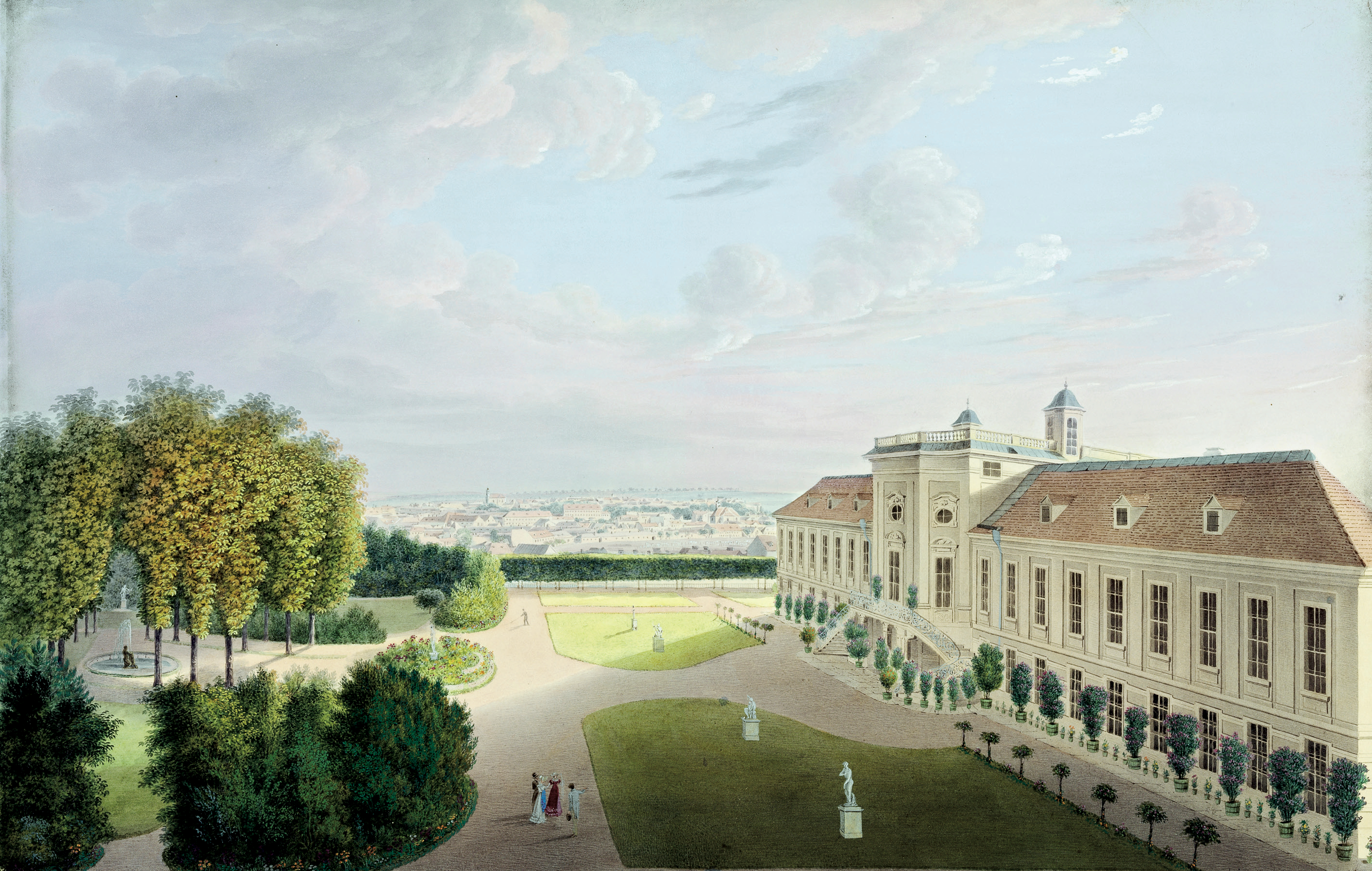
Palais Kaunitz-Esterházy, Gartenfassade, Blick Richtung Wienfluss, Eduard Gurk, 1822, Szépművészeti Múzeum Budapest

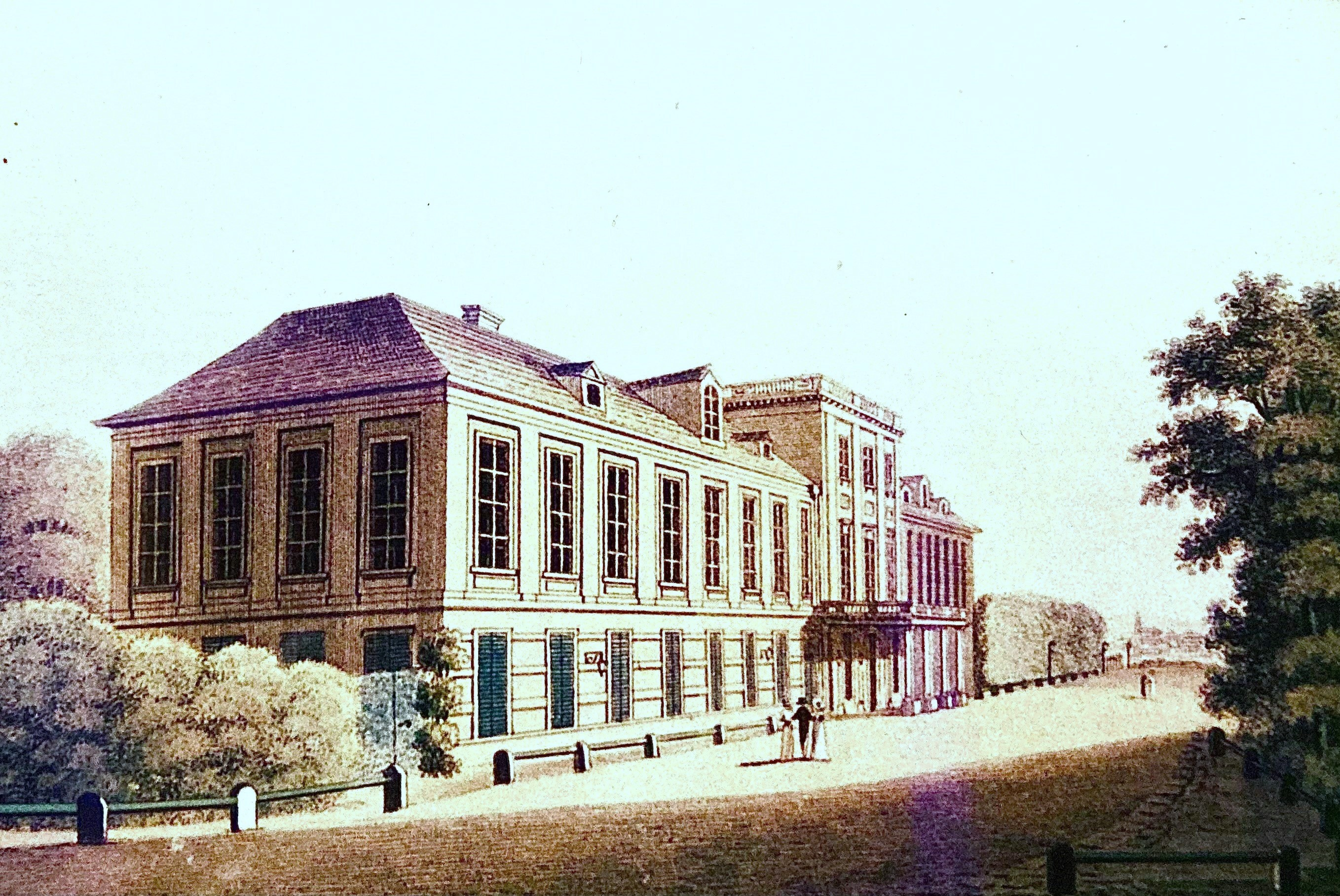
Palais Kaunitz-Esterházy, Westfassade mit Portikus und Balkon, Joseph Zutz, Lithographie um 1830

Als Palais Kaunitz (zuvor Palais Albrechtsburg, danach Palais Esterházy) wurde ein mehrfach umgebautes ehemaliges Gartenpalais im Wiener Bezirk Mariahilf bezeichnet, das 1970 zugunsten eines Neubaus des Mariahilfer Gymnasiums („Amerlinggymnasium“, Amerlingstraße 6) abgerissen wurde.

## Geschichte des Gebäudes
Ära Staatskanzler Kaunitz

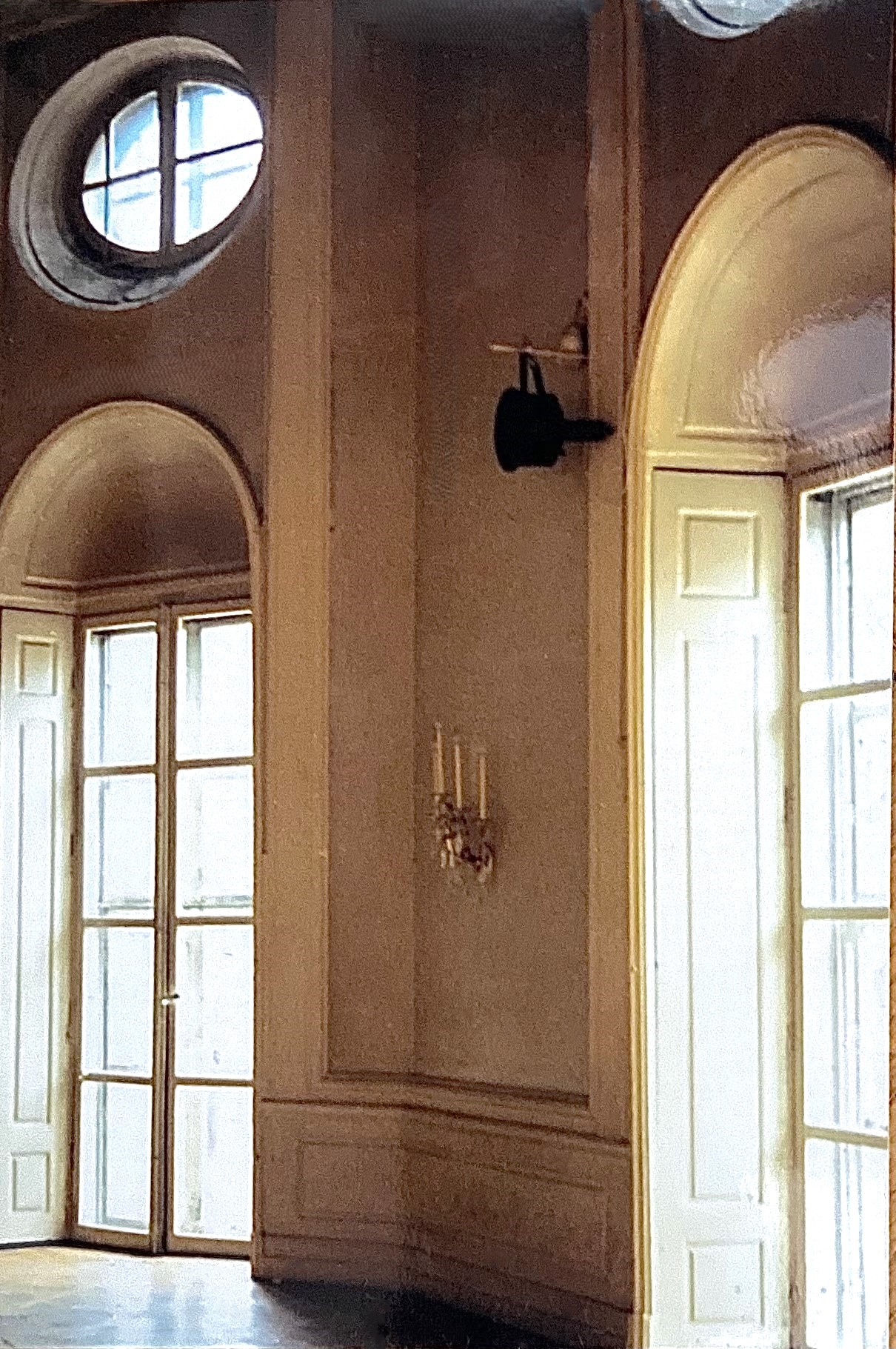
Gartenseitige Festsaal-Türenfenster, 1970, kurz vor Demolierung

Gegen Ende des 17. Jahrhunderts hatte Johann Ignaz Albrecht von Albrechtsburg hier ein Vorstadtpalais – aus jüngst erschlossenen Quellen wahrscheinlich von Christian Alexander Oedtl – in der Art eines „Lustgebäudes“ des Johann Bernhard Fischer von Erlach errichten lassen. 1754 erwarb Graf Wenzel Anton von Kaunitz-Rietberg kurz nach seiner Rückkehr von seiner erfolgreichen diplomatischen Mission in Paris, von Anna Rosina von Albrecht-Albrechtsburg das Palais und ließ es von Hofbaumeister Johann Adam Münzer dem Zeitgeschmack entsprechend – vor allem gartenseitig – umbauen und den Park – nach wie vor im französischen Stil – neu gestalten und mit diversen Statuen bereichern. Die Ostfassade des Palais mit kleinem Ehrenhof blieb jedoch – wie ein zeitgenössisches Aquarell zeigt – zunächst unverändert.
Das Ergebnis des ersten Umbaus hielt Bernardo Bellotto, genannt Canaletto während seines zweijährigen Wien-Aufenthaltes, bei dem er im Auftrag des Kaiserhofes eine Reihe von Veduten schuf, in einem seiner großen Ölgemälde zwischen 1758 und 1760 fest. Bereits zu dieser Zeit residierte der Staatskanzler nicht im Palais, sondern bewohnte eines der nördlichen Nebengebäude, während das Palais für Empfänge und Konzerte diente. (So konzertierte z. B. Mozart wiederholt – erstmals 1762 kurz nach seinem ersten Konzert vor Kaiserin Maria Theresia – im Festsaal des Kaunitz-Palais).
Staatskanzler Kaunitz – 1764 zum Reichsfürsten erhoben – der gemäß seiner Devise Die Beförderung der schönen Künste in einem Staat ist ein wichtiger Gegenstand der Sorgfalt weiser Regenten ein großer Kunstkenner, in Architekturfragen höchst bewandert und Mäzen sowie Protektor der Akademie der bildenden Künste in Wien war, war aber u. a. auch bis ins hohe Alter ein exzellenter Reiter, und so galt eine seiner Leidenschaften edlen Pferden, für die er auf seinem Areal großzügige Stallungen und sogar eine (nachts beleuchtbare) Reitbahn errichten ließ, auf der er täglich vor Tisch trainierte.
Mitte der 1770er Jahre wurde – wie aus dem Vogelschauplan von Joseph Daniel Huber ersichtlich – an der Gartenfassade vor dem Festsaal eine doppelt geschwungene Freitreppe zur direkten Erreichbarkeit des Gartens angefügt. Der Schriftsteller Friedrich Nicolai berichtet kurz danach in seinem Reisebericht begeistert von der Schönheit und Lage des "modern möblierten" Gebäudes mit hohem Festsaal, des gepflegten Gartens und großen Vorplatzes. In den frühen 1780er Jahren wurde die bedeutende Vergrößerung des Baukörpers von fünf auf 21 Fensterachsen – mehreren Quellen zufolge durch den Elsässer Architekten Jean-Baptiste Kléber (1753–1800) – zu einer schlossähnlichen Anlage realisiert, wobei u. a. der gegen die heutige Amerlingstraße gewandte Ehrenhof geschlossen und vor dem zweistöckigen Mittelrisalit ein repräsentativer Portikus mit Balkon errichtet wurde. Nach dem großen Ausbau des Palais richtete Kaunitz im Piano nobile seine Kunstsammlung mit über 200 prominenten Werken ein, durch die er häufig hohe Gäste führte. So auch im April 1782 im Beisein zweier seiner Söhne Papst Pius VI., der während seines einmonatigen Wien-Aufenthaltes (vergeblich) versucht hatte, Kaiser Joseph II. zu bewegen, seine Kirchenreformen und Klosteraufhebungen zurückzunehmen. Doch auch bei Fürst Kaunitz, der die Reformen des Kaisers gut hieß (im Vatikan deshalb als "Ketzerkanzler" bezeichnet), stieß er auf taube Ohren.
Bis ins hohe Alter des Staatskanzlers gingen zahlreiche illustre Gäste in der fürstlichen Residenz aus und ein – so etwa Christoph Willibald Gluck, Francesco Casanova, Kaiser Josef II., Graf Philipp Cobenzl (der 1792 zum Nachfolger des greisen Staatskanzlers ernannt wurde) – oder logierten länger bei Kaunitz, wie etwa die vor der Französischen Revolution geflüchtete Elisabeth Vigée-Lebrun, Hofmalerin und Freundin Marie-Antoinettes. Nach Kaiser Josefs II. Tod beehrten dessen Nachfolger, Kaiser Leopold II. und auch der spätere Kaiser Franz II. mit Gemahlinnen und Kindern häufig den greisen Kanzler mit ihrem Besuch.
Nach Kaunitz's Tod war das Palais von seinen Erben für Monate an Albert von Sachsen Teschen und seine Frau Marie-Christine (die Lieblingstochter Maria Theresias) vermietet, die 1798 im Palais verstarb.
Ära Fürst Esterházy
Ab 1814 wurde vom neuen Eigentümer, Fürst Nikolaus II. Esterházy de Galantha (1765–1833), das Innere weitgehend neu gestaltet. Als Krönung dieser Arbeiten beauftragte Esterházy 1819 den aus Prato stammenden Florentiner Maler Antonio Marini (1788–1861) mit der Schaffung des Deckengemäldes Der Olymp im neun Meter hohen oktogonalen Festsaal des Gebäudes, das bei einem Ball am 7. Februar 1821 der Öffentlichkeit präsentiert wurde.
Erwerb durch die Stadt Wien
1868 erwarb die Gemeinde Wien von Nikolaus Esterházy - Graf zu Edelstetten das Gebäude, das innerhalb eines Jahres vom städtischen Oberingenieur Georg Haussmann nach Aufsetzen eines zweiten Stockwerks zu beiden Seiten des zweistöckigen Mittelrisalits und Entfernung der ostseitigen Freitreppe sowie des westseitigen Portikus höchst funktionell und aufwändig zur Unterbringung des Mariahilfer Communal-, Real- und Obergymnasiums adaptiert wurde. Der Bau wurde als exemplarisch moderner Schulbau in Plänen und Ansichten auf der Wiener Weltausstellung 1873 präsentiert.
Während der Besatzungszeit nach dem Zweiten Weltkrieg war im Hauptgeschoß des Gebäudes das Lycée Français untergebracht. Nach Auszug der französischen Schule wurden zwischen 1955 und 1960 unter der Direktion Dr. Friedrich Wotke von der Bundesgebäudeverwaltung aufwändige Sanierungsarbeiten am und im Gebäude durchgeführt, wobei auch das Deckenfresko im barocken oktogonalen Festsaal im Piano nobile vom Bundesdenkmalamt restauriert wurde.
1964 wurde in einer Reihe von Veranstaltungen das 100-jährige Bestehen des Gymnasiums gefeiert.
Demolierung
1967 wurde auf Betreiben der neuen Schulleitung und der Bundesgebäudeverwaltung die Aufhebung des Denkmalschutzes durchgesetzt, wovon die Öffentlichkeit erst im Herbst 1970 beim Auszug des Schulbetriebes in ein „Übergangsgebäude“ (7., Westbahnstraße) erfuhr. Heftige Proteste in den Medien, auch von Seiten bekannter Persönlichkeiten, konnten die Abbrucharbeiten nicht verhindern. Anstelle des damaligen Gebäudes wurde das heutige Schulgebäude nach Plänen von Richard Gach in der Amerlingstraße errichtet.
Rettung des Festsaal-Deckenfreskos
Abgesehen von nur wenigen Bauelementen konnte auf Betreiben des „Aktionskomitees zur Erhaltung des Palais Kaunitz-Esterházy“ (initiiert von Heinz P. Adamek) das Deckenfresko des Festsaals von Prof. Josef Fastl abgenommen und gerettet werden. 1982 wurde es – ebenfalls von Fastl – an der Decke des neu geschaffenen Auktionssaales des „Kunstpalais Dorotheum“ in der Inneren Stadt, Dorotheergasse 11 – heute als Palais Eskeles bezeichnet – wieder appliziert. Im 19. Jahrhundert hatte das Gebäude häufig die Eigentümer gewechselt: Im Jahr 1812 war es ironischerweise von Paul III. Anton Fürst Esterházy von der Familie Dietrichstein erworben und ein Jahr danach an den Sohn des Staatskanzlers Kaunitz, Alois Fürst Kaunitz-Rietberg, veräußert worden. 1823 verlor Kaunitz im Exekutionsweg das Palais an des Bankhaus Eskeles, das es vier Jahre danach neuerlich weiter verkaufte.
Seit 1993 befindet sich im Palais Eskeles das Jüdische Museum der Stadt Wien. Seither ist das Marini-Fresko durch Abhängung der Decke für die Öffentlichkeit verborgen.

## Galerie

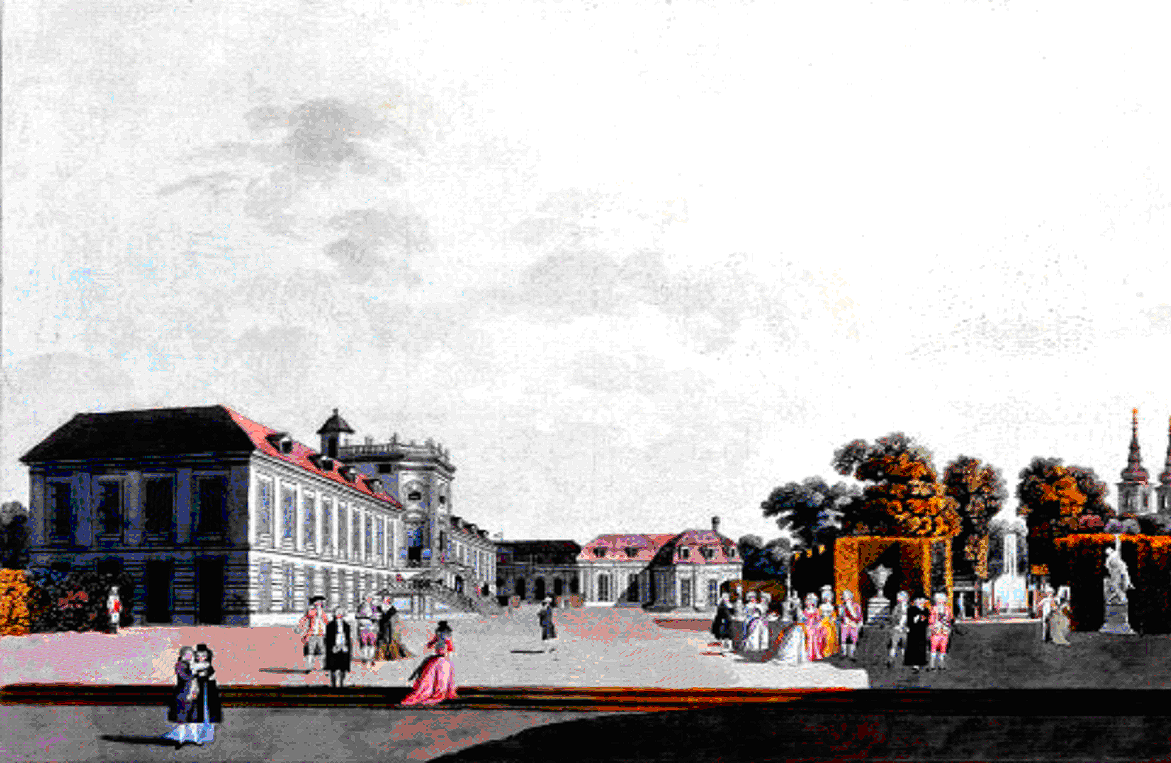
Das vergrößerte Palais Kaunitz, Blick Richtung nördliche  Nebengebäude, Johann Andreas Ziegler, um 1780
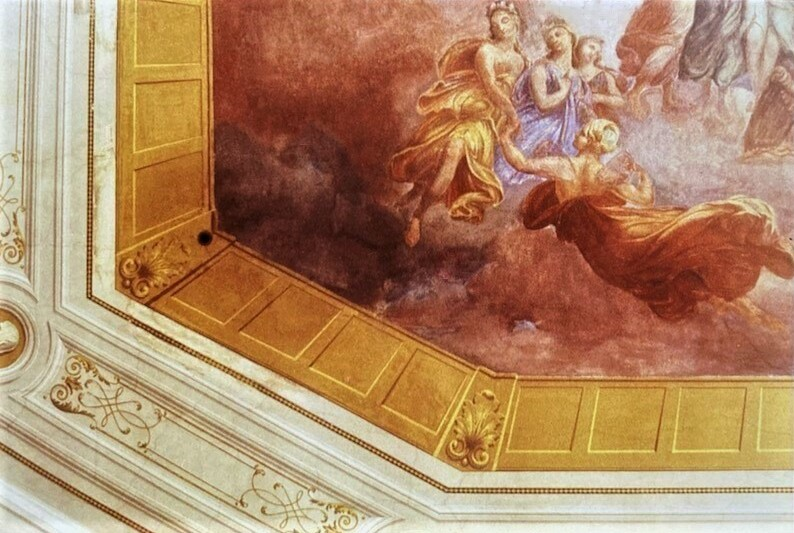
Die vier Horen, Ausschnitt aus dem Deckenfresko "Der Olymp" im Palais Esterházy-Kaunitz, Wien/Mariahilf, Antonio Marini, 1820
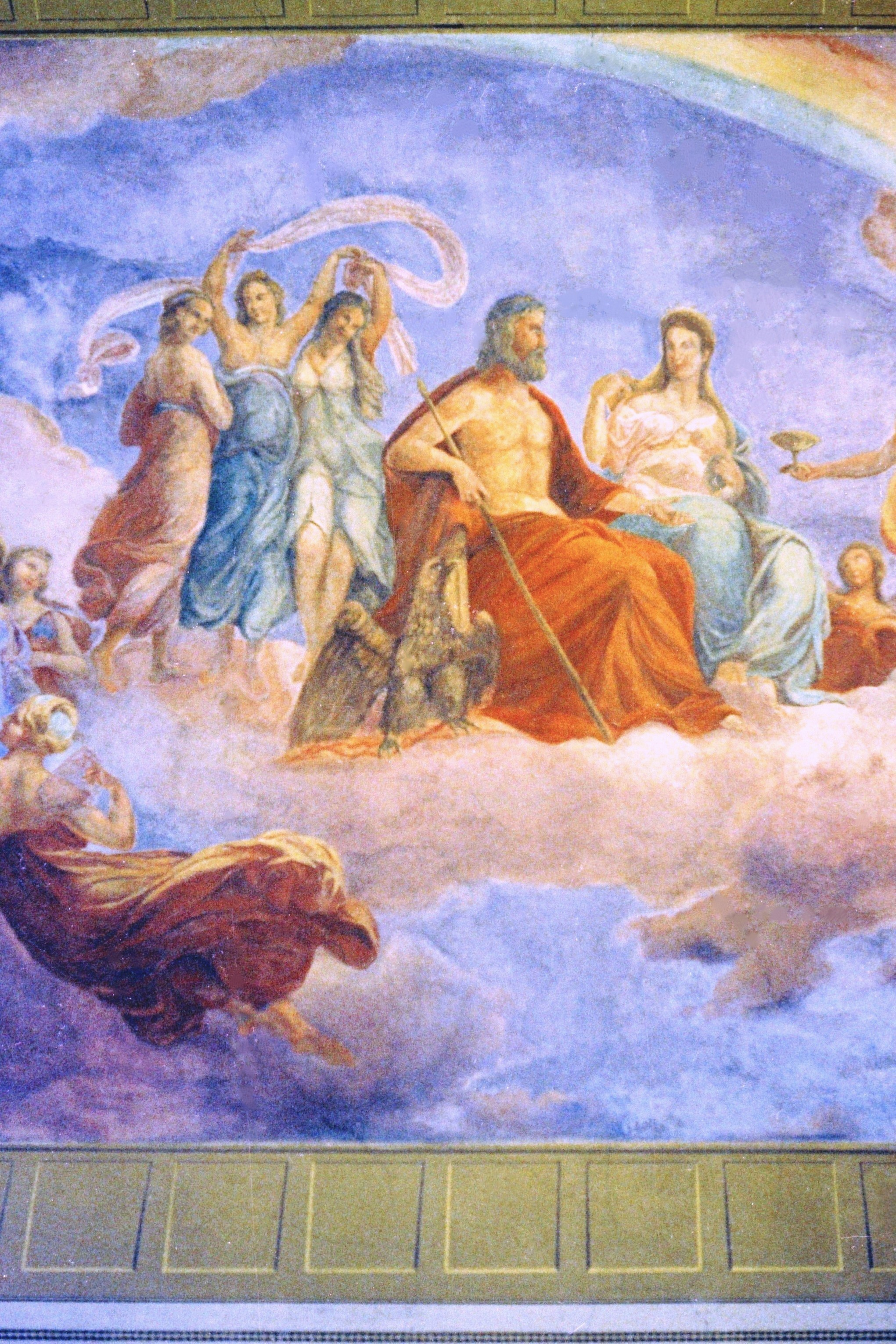
Chariten, Zeus und Hera, zentrales Detail aus dem Fresko Der Olymp, Antonio Marini, 1820
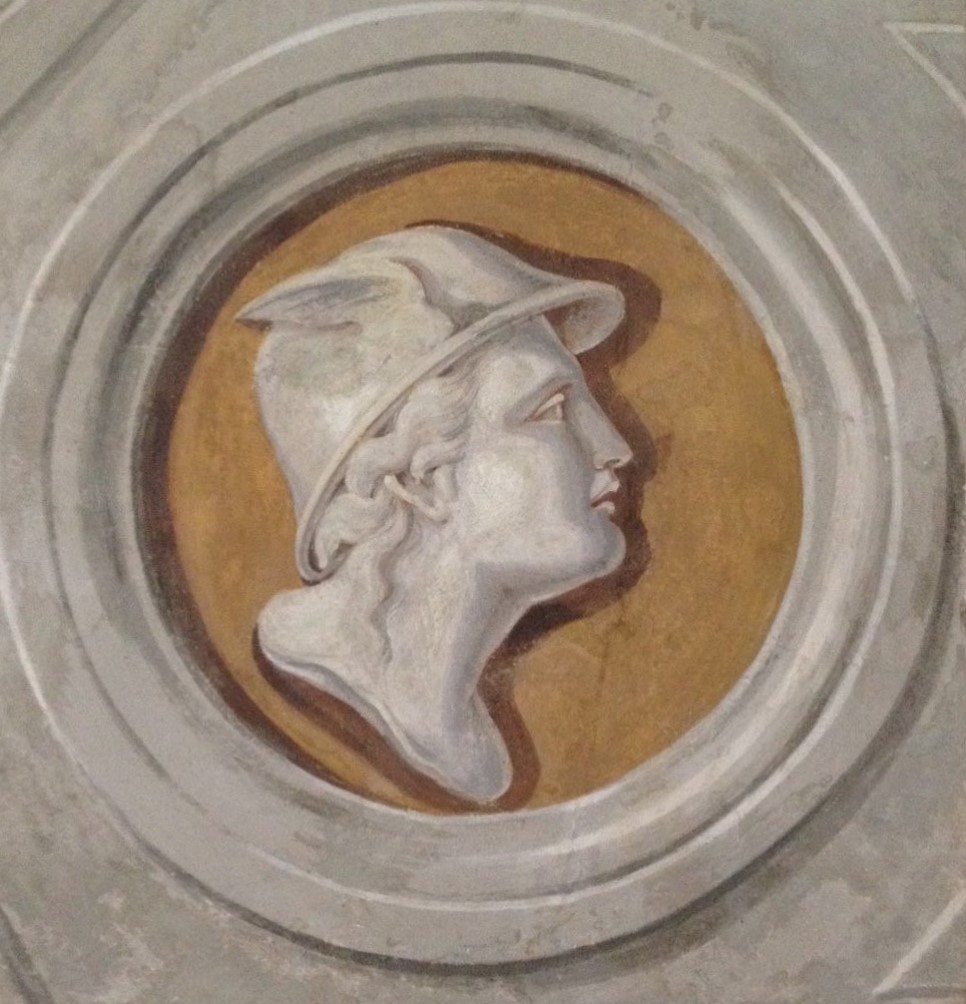
Hermes, äußeres Götterporträt aus dem „Spiegel“ des Deckenfreskos Der Olymp, Antonio Marini, 1820
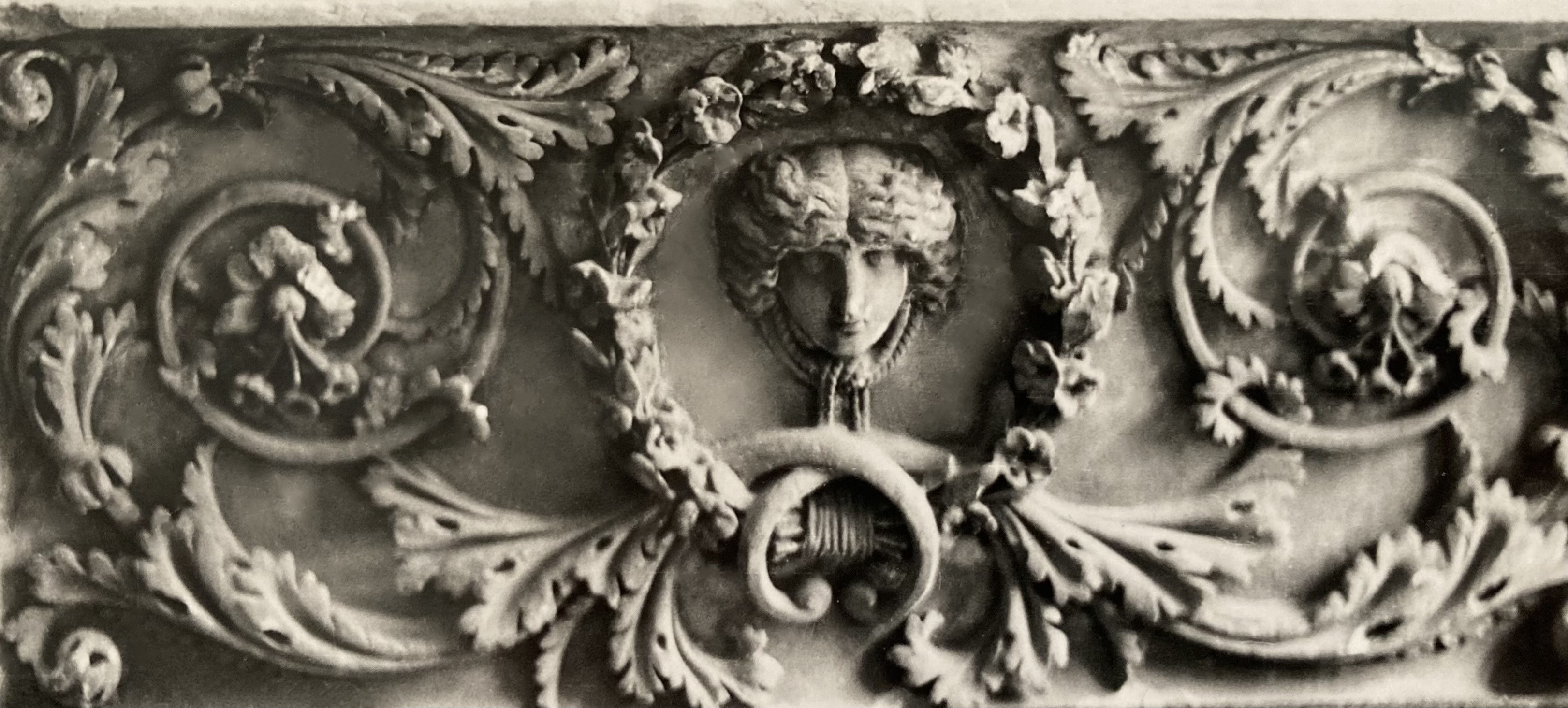
Parapet des westseitigen Mittelrisalits der Westfassade, um 1785
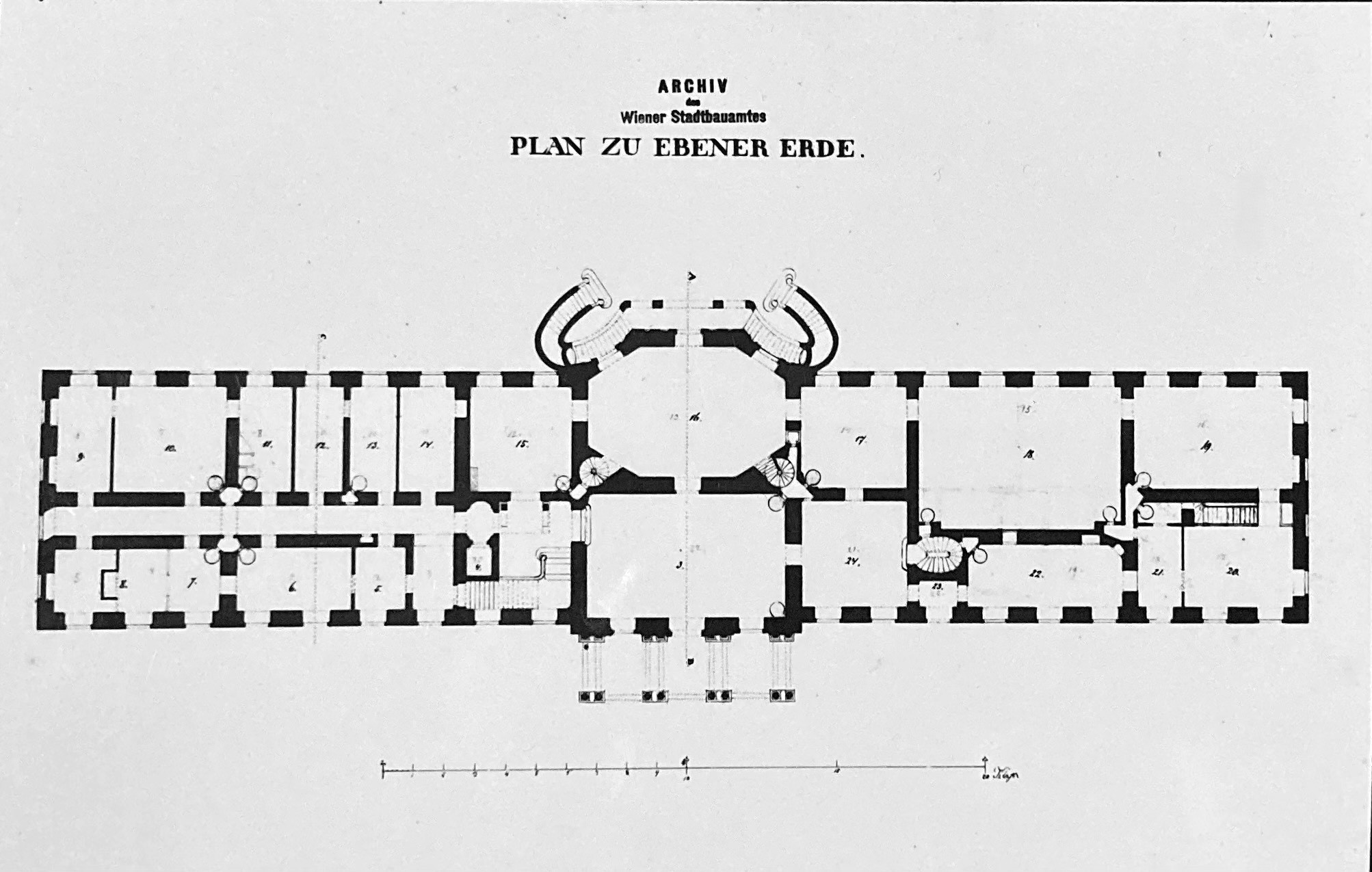
Palais Esterházy, Grundriss Erdgeschoss mit gartenseitiger Freitreppe und westseitigem Portikus, um 1850
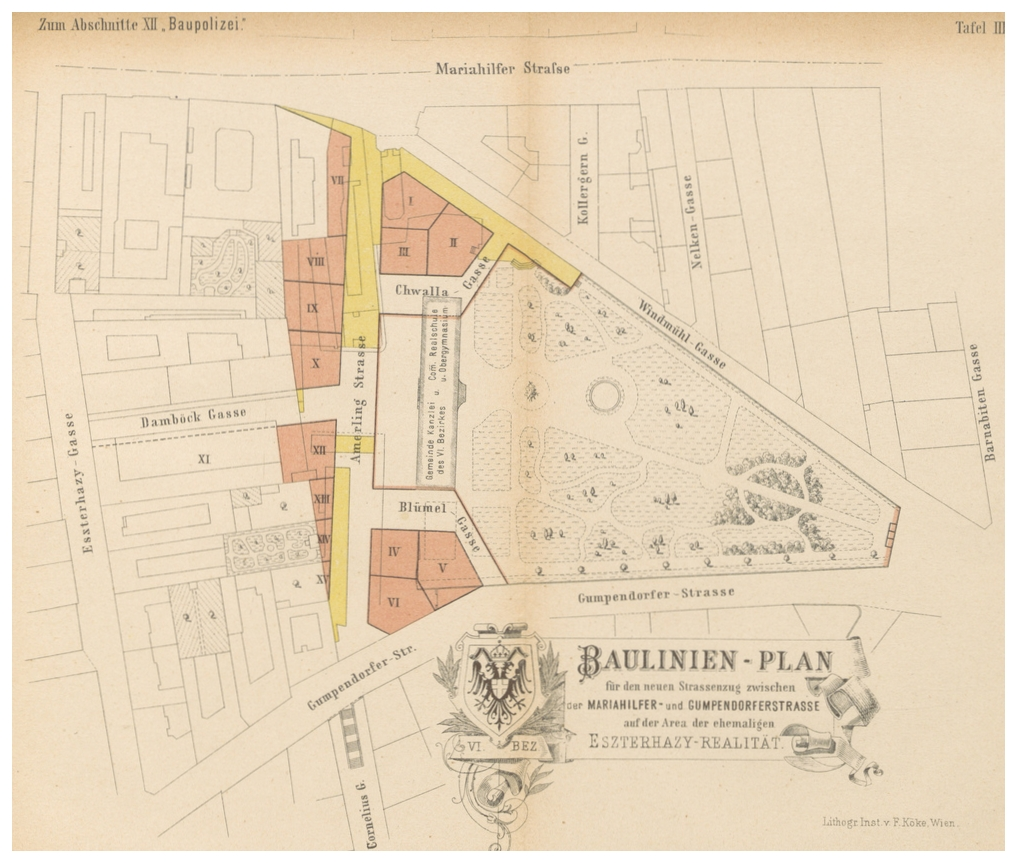
Baulinien-Plan der Esterházy-Realität in den Berichten der Wiener Stadtverwaltung, 1873, Plan 15
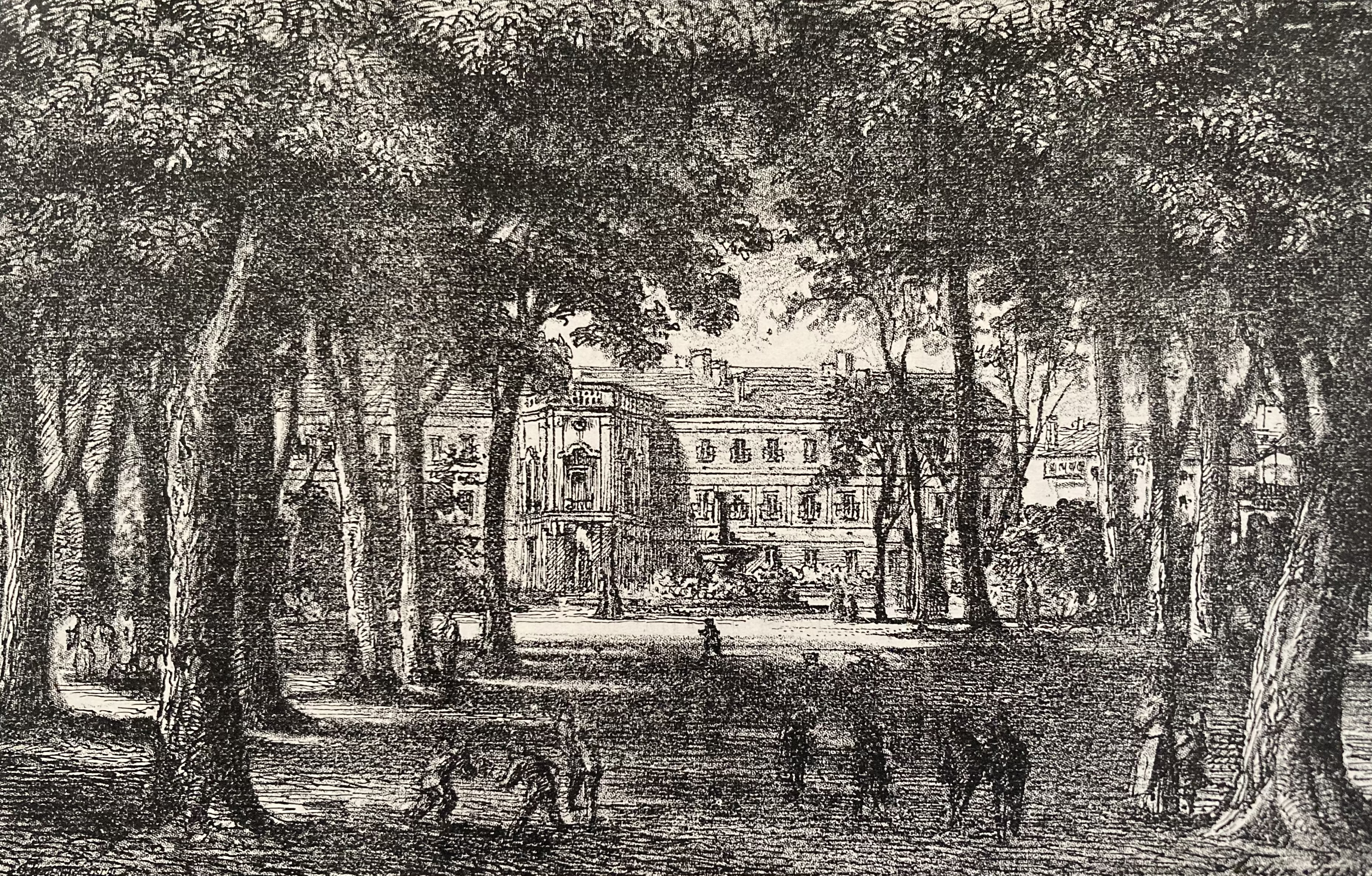
Blick vom Esterházypark zur Ostfassade des Mariahilfer Gymnasiums (ehemals Palais Kaunitz-Esterházy), Anton Peisker, Lithographie 1880
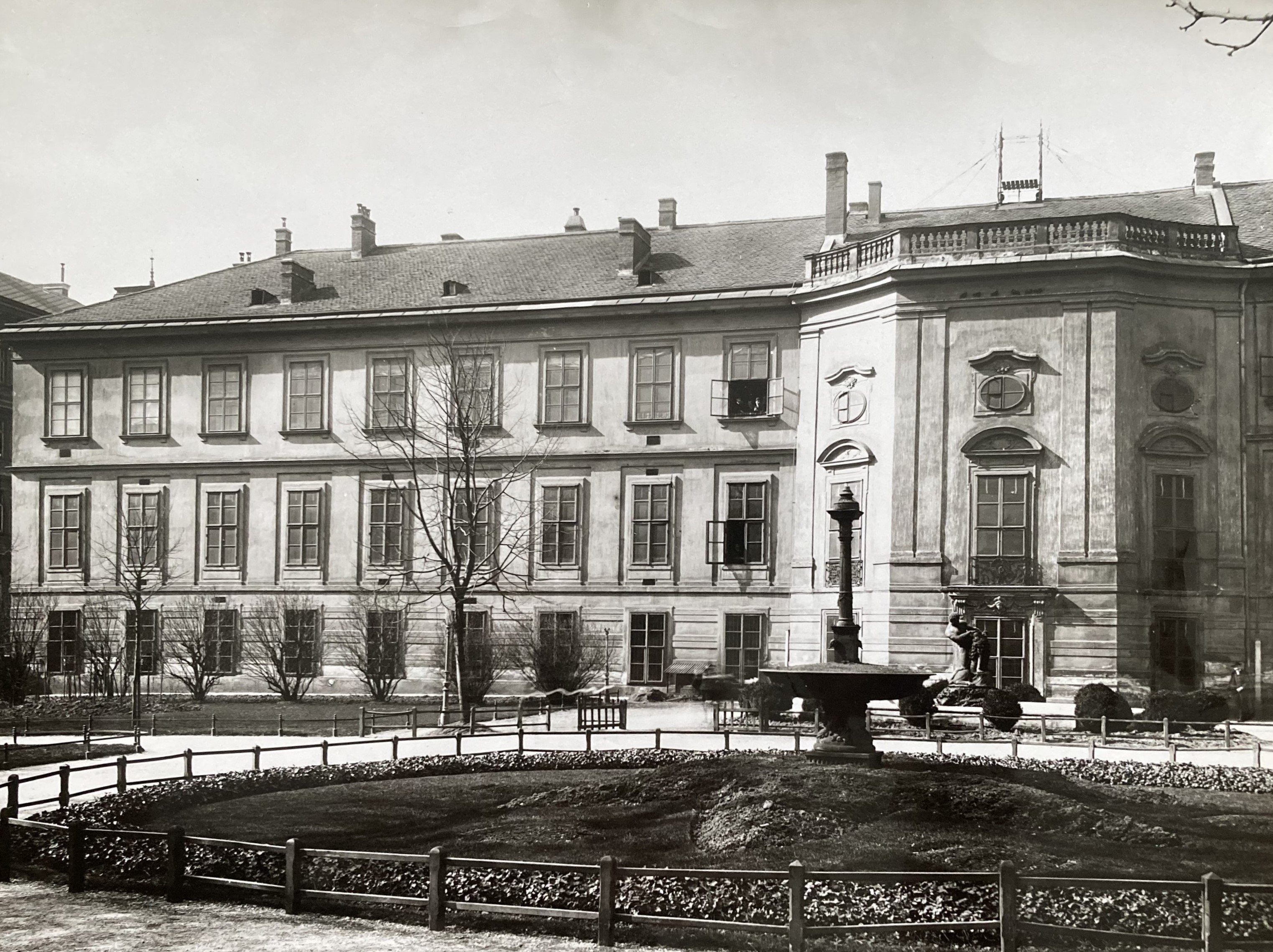
Das ehemalige Palais Kaunitz-Esterházy (zuletzt Mariahilfer Gymnasium) – Ostfassade, Foto: A. Stauda, 1906